# Cássio Motta
Cassio Motta (San Paolo, 22 febbraio 1960) è un ex tennista brasiliano.

## Carriera
Ottenne il suo best ranking in singolare l'8 dicembre 1986 con la 48ª posizione mentre nel doppio divenne il 26 settembre 1983, il 4º del ranking ATP.
In carriera, in singolare, il suo miglior risultato è rappresentato dalla finale raggiunta nel 1987 al Guarujá Open; in quell'occasione fu però sconfitto dal connazionale Luiz Mattar con il punteggio di 3-6, 7-5, 2-6. Ha vinto inoltre sei tornei Challenger che si sono tenuti tutti in Brasile.
I maggiori risultati sono stati ottenuti in doppio; in questa specialità è riuscito a conquistare la vittoria finale in dieci tornei del circuito ATP e in undici del circuito Challenger. Da ricordare, sono inoltre, le semifinali raggiunte all'Open di Francia nel 1982 e nel 1992. Molte di queste vittorie sono state ottenute in coppia con il connazionale Carlos Kirmayr.
Nel 1982 è arrivato, in coppia con la connazionale Cláudia Monteiro, alla finale del torneo di doppio misto dell'Open di Francia. Vennero però sconfitti dalla coppia composta dal britannico John Lloyd e dalla australiana Wendy Turnbull in due set.
Ha fatto parte della squadra brasiliana di Coppa Davis dal 1978 al 1993 con un bilancio di 28 vittorie e 21 sconfitte.

## Statistiche

### Singolare

#### Vittorie (0)
| Legenda                                                      |
| Grande Slam (0)                                              |
| ATP Tour World Championships / Tennis Masters Cup (0)        |
| ATP Super 9 / Tennis Masters Series (0)                      |
| ATP Championships Series / ATP International Series Gold (0) |
| ATP World Series / ATP International Series (0)              |

| Legenda tornei minori |
| Challenger (6)        |
| Futures (0)           |

| Numero | Data             | Torneo                                           | Superficie      | Avversario in finale | Punteggio     |
| 1.     | 20 gennaio 1986  | Guarujá Challenger 1986, Guarujá                 | Cemento         | Carlos Kirmayr       | 6-1, 1-6, 6-1 |
| 2.     | 1º dicembre 1986 | Rio de Janiero Challenger 2 1986, Rio de Janeiro | Cemento         | Carlos Kirmayr       | 6-2, 6-3      |
| 3.     | 25 luglio 1988   | Campo Challenger 1988, Campos dos Goytacazes     | Cemento         | Fernando Roese       | 6-4, 4-6, 6-2 |
| 4.     | 28 novembre 1988 | Aberto de São Paulo 4 1988, San Paolo            | Terra rossa     | Guillermo Rivas      | 6-2, 6-2      |
| 5.     | 13 agosto 1990   | Brasilia Challenger 2 1990, Brasilia             | Cemento         | Jaime Oncins         | 7-6, 6-4      |
| 6.     | 18 novembre 1991 | Aberto de São Paulo 7 1991, San Paolo            | Terra rossa (i) | Fernando Roese       | 6-4, 6-3      |

#### Sconfitte in finale (1)
| Numero | Data            | Torneo                | Superficie | Avversario in finale | Punteggio     |
| 1.     | 26 gennaio 1987 | Guarujá Open, Guarujá | Cemento    | Luiz Mattar          | 3-6, 7-5, 2-6 |

### Doppio

#### Vittorie (10)
| Legenda                                                      |
| Grande Slam (0)                                              |
| ATP Tour World Championships / Tennis Masters Cup (0)        |
| ATP Super 9 / Tennis Masters Series (0)                      |
| ATP Championships Series / ATP International Series Gold (0) |
| ATP World Series / ATP International Series (10)             |

| Numero | Data              | Torneo                                | Superficie      | Compagno       | Avversari in finale             | Punteggio     |
| 1.     | 24 settembre 1979 | Madrid Tennis Grand Prix, Madrid      | Terra rossa     | Carlos Kirmayr | Robin Drysdale John Feaver      | 7-6, 6-4      |
| 2.     | 7 giugno 1982     | ATP Venezia, Venezia                  | Terra rossa     | Carlos Kirmayr | José Luis Clerc Ilie Năstase    | 6-4, 6-2      |
| 3.     | 15 novembre 1982  | ATP San Paolo, San Paolo              | Terra rossa (i) | Carlos Kirmayr | Peter McNamara Ferdi Taygan     | 6-3, 6-1      |
| 4.     | 4 aprile 1983     | Lisbon Open, Lisbona                  | Terra rossa     | Carlos Kirmayr | Pavel Složil Ferdi Taygan       | 7-5, 6-4      |
| 5.     | 11 luglio 1983    | U.S. Pro Tennis Championships, Boston | Terra rossa     | Mark Dickson   | Hans Gildemeister Belus Prajoux | 7-5, 6-3      |
| 6.     | 18 luglio 1983    | Sovran Bank Classic, Washington       | Terra rossa     | Mark Dickson   | Paul McNamee Ferdi Taygan       | 6-2, 1-6, 6-4 |
| 7.     | 22 aprile 1985    | Marbella Grand Prix, Marbella         | Terra rossa     | Andrés Gómez   | Loic Courteau Michiel Schapers  | 6-1, 6-1      |
| 8.     | 26 gennaio 1987   | Guarujá Open, Guarujá                 | Cemento         | Luiz Mattar    | Martin Hipp Tore Meinecke       | 7-6, 6-1      |
| 9.     | 10 luglio 1989    | Swiss Open Gstaad, Gstaad             | Terra rossa     | Todd Witsken   | Petr Korda Milan Šrejber        | 6-4, 6-3      |
| 10.    | 29 aprile 1991    | Madrid Tennis Grand Prix, Madrid      | Terra rossa     | Gustavo Luza   | Luiz Mattar Jaime Oncins        | 6-0, 7-5      |

| Legenda tornei minori |
| Challenger (11)       |
| Futures (0)           |

| Numero | Data             | Torneo                                         | Superficie  | Compagno       | Avversari in finale                   | Punteggio     |
| 1.     | 6 agosto 1979    | Rio de Janeiro Challenger 1979, Rio de Janeiro | Terra rossa | Ney Keller     | Thomaz Koch Belus Prajoux             | 4-6, 7-6, 7-5 |
| 2.     | 18 agosto 1980   | Rio de Janeiro Challenger 1980, Rio de Janeiro | Terra rossa | Ricardo Cano   | Alejandro Ganzábal Gustavo Guerrero   | 6-4, 6-4      |
| 3.     | 13 aprile 1981   | Curitiba Challenger 1981, Curitiba             | Terra rossa | Carlos Kirmayr | Jose Luis Damiani Thomaz Koch         | 7-6, 6-4      |
| 4.     | 30 novembre 1981 | Bahia Challenger 1981, Salvador                | Terra rossa | Carlos Kirmayr | Pat Du Pré Mel Purcell                | 7-6, 6-4      |
| 5.     | 11 novembre 1985 | Aberto de São Paulo 1985, San Paolo            | Terra rossa | Carlos Kirmayr | Ney Keller Mauro Menezes              | 6-4, 3-6, 7-6 |
| 6.     | 20 gennaio 1986  | Guarujá Challenger 1986, Guarujá               | Terra rossa | Carlos Kirmayr | Alejandro Ganzábal Raúl Viver         | 6-3, 6-2      |
| 7.     | 20 marzo 1986    | Rio de Janeiro Challenger 1986, Rio de Janeiro | Terra rossa | Carlos Kirmayr | Edvaldo Oliveira Givaldo Barbosa      | 7-5, 6-4      |
| 8.     | 30 ottobre 1989  | Bahia Challenger 1989, Salvador                | Cemento     | Javier Frana   | Sergio Casal Javier Sánchez           | 6-4, 6-2      |
| 9.     | 4 dicembre 1989  | Aberto de São Paulo 5 1989, San Paolo          | Terra rossa | Luiz Mattar    | Juan Antonio Pino Pérez Mario Tabares | 7-5, 6-2      |
| 10.    | 6 agosto 1990    | Aberto de São Paulo 2 1990, San Paolo          | Terra rossa | Javier Frana   | João Zwetsch Gabriel Markus           | 6-3, 3-6, 6-1 |
| 11.    | 17 agosto 1992   | Aberto de São Paulo 2 1992, San Paolo          | Terra rossa | Pablo Albano   | João Cunha e Silva Nicolás Pereira    | W/O           |

#### Sconfitte in finale (13)
| Numero | Data              | Torneo                                            | Superficie  | Compagno          | Avversari in finale              | Punteggio     |
| 1.     | 8 ottobre 1979    | Torneo Godó, Barcellona                           | Terra rossa | Carlos Kirmayr    | Paolo Bertolucci Adriano Panatta | 4-6, 3-6      |
| 2.     | 8 giugno 1981     | Brussels Outdoor, Bruxelles                       | Terra rossa | Carlos Kirmayr    | Ricardo Cano Andrés Gómez        | 2-6, 2-6      |
| 3.     | 18 gennaio 1982   | Guarujá Open, Guarujá                             | Terra rossa | Carlos Kirmayr    | Kim Warwick Phil Dent            | 7-6, 2-6, 3-6 |
| 4.     | 4 ottobre 1982    | Torneo Godó, Barcellona                           | Terra rossa | Carlos Kirmayr    | Anders Järryd Hans Simonsson     | 3-6, 2-6      |
| 5.     | 1º agosto 1983    | U.S. Men's Clay Court Championships, Indianapolis | Terra rossa | Carlos Kirmayr    | Mark Edmondson Sherwood Stewart  | 3-6, 2-6      |
| 6.     | 15 agosto 1983    | Cincinnati Open, Cincinnati                       | Cemento     | Carlos Kirmayr    | Victor Amaya Tim Gullikson       | 4-6, 3-6      |
| 7.     | 17 ottobre 1983   | Vienna Open, Vienna                               | Cemento (i) | Marcos Hocevar    | Mel Purcell Stan Smith           | 3-6, 4-6      |
| 8.     | 30 luglio 1984    | ATP Volvo International, North Conway             | Terra rossa | Blaine Willenborg | Brian Gottfried Tomáš Šmíd       | 4-6, 2-6      |
| 9.     | 16 settembre 1985 | Geneva Open, Ginevra                              | Terra rossa | Carlos Kirmayr    | Sergio Casal Emilio Sánchez      | 4-6, 6-4, 5-7 |
| 10.    | 5 febbraio 1990   | Chevrolet Classic, Guarujá                        | Cemento     | Luiz Mattar       | Javier Frana Gustavo Luza        | 6-7, 6-7      |
| 11.    | 12 marzo 1990     | Lipton International Players Championships, Miami | Cemento     | Boris Becker      | Rick Leach Jim Pugh              | 7-6, 4-6, 2-6 |
| 12.    | 6 maggio 1991     | ATP German Open, Amburgo                          | Terra rossa | Danie Visser      | Sergio Casal Emilio Sánchez      | 6-7, 6-7      |
| 13.    | 4 novembre 1991   | ATP San Paolo, San Paolo                          | Cemento     | Jorge Lozano      | Andrés Gómez Jaime Oncins        | 4-6, 4-6      |